# 2002 NY40
De planetoïde 2002 NY40 werd op 14 juli 2002 ontdekt door de LINEAR-telescoop in New Mexico, iets meer dan een maand voor de passage langs de aarde op 18 augustus. 2002 NY40 passeerde de aarde op 525.000 km afstand (ongeveer anderhalf keer de afstand tot de maan) en had toen een snelheid van bijna 21 km/s of 75.000 km/h. Het is dus een NEO (Near Earth Object).
De maximale relatieve snelheid ten opzichte van de aarde was een hoeksnelheid van acht graden per uur, dat is een verplaatsing van 16 volle maandiameters per uur.
Volgens de Isaac Newton Group of Telescopes (ING) is 2002 NY40 niet groter dan 400 meter. Deze metingen zijn gedaan  met de 4,2 meter grote William Herschel telescoop op La Palma. De kans bestaat echter dat 2002 NY40 een langwerpige planetoïde is en dat alleen de korte en niet de lange zijde is opgemeten.